# Denise Kemkers
Denise Kemkers (Heerhugowaard, 11 aprile 1985) è una pesista e discobola olandese.

## Palmarès
| Anno | Manifestazione    | Sede     | Evento           | Risultato | Misura  | Note |
| ---- | ----------------- | -------- | ---------------- | --------- | ------- | ---- |
| 2002 | Mondiali juniores | Kingston | Getto del peso   | 18ª       | 13,33 m |      |
| 2003 | Europei juniores  | Tampere  | Getto del peso   | 8ª        | 14,43 m |      |
| 2004 | Mondiali juniores | Grosseto | Getto del peso   | 8ª        | 15,46 m |      |
| 2004 | Mondiali juniores | Grosseto | Lancio del disco | 17ª       | 46,04 m |      |
| 2007 | Europei under 23  | Debrecen | Getto del peso   | 4ª        | 17,21 m |      |

## Campionati nazionali
- 2 volte campionessa nazionale nel getto del peso (2007, 2008)
- 2 volte nel getto del peso indoor (2009, 2012)

2002
- 4ª ai Campionati nazionali olandesi indoor, getto del peso - 13,46 m

2003
- Argento ai Campionati nazionali olandesi indoor, getto del peso - 15,52 m

2004
- Argento ai Campionati nazionali olandesi indoor, getto del peso - 15,18 m

2005
- Argento ai Campionati nazionali olandesi indoor, getto del peso - 15,89 m

2006
- Argento ai Campionati nazionali olandesi indoor, getto del peso - 15,81 m
- Argento ai Campionati nazionali olandesi, getto del peso - 16,35 m
- Argento ai Campionati nazionali olandesi, lancio del disco - 49,28 m

2007
- Argento ai Campionati nazionali olandesi indoor, getto del peso - 16,28 m
- Oro ai Campionati nazionali olandesi, getto del peso - 17,00 m

2008
- Argento ai Campionati nazionali olandesi indoor, getto del peso - 16,65 m
- Oro ai Campionati nazionali olandesi, getto del peso - 16,61 m

2009
- Oro ai Campionati nazionali olandesi indoor, getto del peso - 17,30 m
- Argento ai Campionati nazionali olandesi, getto del peso - 17,06 m

2010
- Argento ai Campionati nazionali olandesi indoor, getto del peso - 16,56 m
- Argento ai Campionati nazionali olandesi, getto del peso - 16,36 m

2011
- Argento ai Campionati nazionali olandesi indoor, getto del peso - 16,68 m
- Argento ai Campionati nazionali olandesi, getto del peso - 16,48 m

2012
- Oro ai Campionati nazionali olandesi indoor, getto del peso - 16,86 m